# Just be yourself
「Just be yourself」（ジャスト・ビー・ユアセルフ）は、日本の女性アイドルグループ・わーすたの楽曲。グループの3枚目のシングルとして、同名のタイトルで2017年4月19日にiDOL Streetから発売された。

## リリース
楽曲「Just be yourself」は、2017年1月18日に同年3月4日公開の『劇場版プリパラ み〜んなでかがやけ!キラリン☆スターライブ!』の主題歌となることが発表された。また、3月4日には4月から放送開始のテレビ東京系テレビアニメ『アイドルタイムプリパラ』のオープニングテーマとなることも発表された。
シングル『Just be yourself』は「初回生産限定盤（CD+スマプラ）」、「通常盤（CD+Blu-ray+スマプラ）」、「ミュージックカード」6形態（イベント会場/mu-moショップ限定商品）の3種8形態で発売された。このうち、初回生産限定盤はテレビアニメ『アイドルタイムプリパラ』のジャケット仕様となり、ゲーム『プリパラ』で使用できる「プリチケ」が1枚封入される。
通常盤のBlu-rayには「Just be yourself」のMusic Videoが収録される。また、スマプラムービーのPINコードが封入されていて、Blu-rayの映像を無料でスマートフォンにダウンロード可能となっている。なお、一般の配信サイトでも「Just be yourself」のMusic Videoは販売されている。
なお、2017年3月29日に渋谷WWW Xで開催された定期ライブ「わーすたランド わ-5」で初披露された「Magical Word」は本作での収録が見送られた。また、4月22日にZepp DiverCity(TOKYO)で開催された「The World Standard 〜夢があるからついてきてね〜」で初披露された「ねぇ愛してみて」、「Stay with me baby」の2曲も本作での収録が見送られた。
本シングルがリリースされた4月19日に『劇場版プリパラ　み〜んなでかがやけ! キラリン☆スターライブ! SONG COLLECTION』が発売され、「Just be yourself (劇場サイズ)」が収録された。オリジナルの「Just be yourself」との違いは、2番のAメロのうち三品のパートと、2番のサビがカットされている。

### 音楽配信
前作「ゆうめいに、にゃりたい。」を配信していたダウンロード型もしくはストリーミング型の各サービスで一斉に、『アイドルタイムプリパラ』の第1回放送日の深夜にあたる4月5日未明に「Just be yourself」のみ先行配信を行った。但し、先行配信ではMVおよびハイレゾ音源は配信されなかったため、「e-onkyo music」は先行配信を行えなかった。また、3月24日にサービスが開始された世界初のスマホ向けアニソン定額配信サービス「ANiUTa」で初めてわーすたの楽曲が配信されることになった。
CDの発売日にあたる4月19日に「CD+Blu-ray+スマプラ・ミュージック&ムービー (通常盤)」のCDに収録されている8曲が配信開始。同時に、MVおよびハイレゾ音源も配信開始された。「いぬねこ。青春真っ盛り」は1stアルバム「The World Standard」に収録されているので既に配信済みだったが、今回シングルのカップリング曲として再収録されたことで、Instrumentalバージョンが配信されることになったほか、アルバムでは配信されなかったハイレゾ音源も配信されることになった。
一部を除き、どのサービスも「CD+Blu-ray+スマプラ・ミュージック&ムービー (通常盤)」のCDに収録されている8曲が配信されている。
太字の配信サービスはハイレゾ音源を配信している。

## プロモーション
本作の地方キャンペーンは前作『ゆうめいに、にゃりたい。』と合同で行われた。
| 日程          | 公演名                                                                      | 会場                                                          | 備考                                                     |
| ------------- | --------------------------------------------------------------------------- | ------------------------------------------------------------- | -------------------------------------------------------- |
| 2017年4月4日  | わーすた 全国キャンペーン！「ゆうめいに、にゃりたい。～Just be yourself～」 | HMVグランフロント大阪                                         | イベント内容は公式HP参照。                               |
| 2017年4月5日  | わーすた 全国キャンペーン！「ゆうめいに、にゃりたい。～Just be yourself～」 | HMV広島本通                                                   | イベント内容は公式HP参照。                               |
| 2017年4月24日 | わーすた 全国キャンペーン！「ゆうめいに、にゃりたい。～Just be yourself～」 | HMV札幌ステラプレイス                                         | イベント内容は公式HP参照。                               |
| 2017年4月25日 | わーすた 全国キャンペーン！「ゆうめいに、にゃりたい。～Just be yourself～」 | HMV & BOOKS HAKATA                                            | イベント内容は公式HP参照。                               |
| 2017年4月26日 | わーすた 全国キャンペーン！「ゆうめいに、にゃりたい。～Just be yourself～」 | HMVイオンモールナゴヤドーム前                                 | イベント内容は公式HP参照。                               |
| 2017年4月15日 | 3rdシングル「Just be yourself」発売記念 リリースイベント                    | もりのみやキューズモールBASE BASEパーク                       | イベント内容は公式HP参照。                               |
| 2017年4月19日 | 3rdシングル「Just be yourself」発売記念 リリースイベント                    | アーバンドック ららぽーと豊洲 シーサイドデッキ メインステージ | イベント内容は公式HP参照。                               |
| 2017年4月23日 | 3rdシングル「Just be yourself」発売記念 リリースイベント                    | ららぽーと柏の葉 センタープラザ                               | イベント内容は公式HP参照。                               |
| 2017年5月3日  | 3rdシングル「Just be yourself」発売記念 リリースイベント                    | 大宮アルシェ イベントステージ                                 | イベント内容は公式HP参照。                               |
| 2017年5月4日  | 3rdシングル「Just be yourself」発売記念 リリースイベント                    | HMV & BOOKS TOKYO イベントスペース                            | イベント内容は公式HP参照。                               |
| 2017年5月20日 | mu-moショップ購入者限定イベント。                                           | プレミアヨコハマ プレミアホール                               | 個別握手会、個別撮影会、グループ撮影会、個別私物サイン会 |

さらに、4月24日から5月14日まで、HMV & BOOKS TOKYOでわーすたPOPUPショップ「わーしょっぷ HMV&BOOKS TOKYO店」がオープン。当初は5月8日までの予定だったが5月14日まで延長された。

## チャート成績
CDシングル『Just be yourself』は2017年4月19日に発売された後、オリコンシングルチャート2017年5月第1週付のチャートランキングで19位にランクインし、同年6月第1週まで6週連続でチャートインを果たした。その後ランキング圏外となるが、同年7月第1週にのみ171位に復帰した。オリコンの調査によれば、初動売上枚数は約3,100枚、通算売上枚数は約5,880枚とされている。Billboard JAPANのチャート・Top Singles Salesでは、2017年5月第1週付のチャートランキングで20位を獲得した。Billboard JAPANの調査では、初動の売上は約3,460枚と推定されている。

## 音楽性・批評
音楽雑誌『CDJournal』のレビュアーは、「Just be yourself」のメロディをポップに位置づけ「王道のアイドル・ナンバー」と形容している。曲中の打ち込みについては「キラキラ＆カラフル」であると特筆した。同誌のガイドコメントでは「夢に向かっている人へのメッセージが輝くポップ・チューン」と述べられている。

## ライブ・パフォーマンス
「NEW にゃーくにゃくにゃ水族館2」、「約束だから」の2曲は、2016年10月22日に広島・セカンドクラッチで開催された『わーすた 完全なるライブハウスツアー2016 〜猫耳捨てて走り出すに゛ゃー〜』で初披露された。2017年2月22日に発売されたわーすたとしての初の映像作品『完全なるライブハウスツアー2016 〜猫耳捨てて走り出すに゛ゃー〜』にはこの2曲が収録されているが、CDシングルへの収録は本作『Just be yourself』が初となった。なお、この2曲については初回生産限定盤には収録されていない。
「いぬねこ。青春真っ盛り」は、2015年6月20日にTOKYO DOME CITY HALLで開催された「SUPER☆GiRLS LIVE 2015 5th Anniversary TOUR 〜SUPER☆CASTLE〜」のオープニングアクトとして出演したときに初披露された曲であり、アルバム『The World Standard』に収録されている楽曲であるが、本作でシングルカットされる形で収録された。

## 収録曲
全作詞：鈴木まなか

### 通常盤CD
1. Just be yourself
作曲・編曲：Kon-K
2. NEW にゃーくにゃくにゃ水族館2
作曲：鈴木まなか・u.z.、編曲：u.z.
3. 約束だから
作曲：鈴木まなか・Hiroki Sagawa、編曲：サイトウリョースケ
4. いぬねこ。青春真っ盛り
作曲：鈴木まなか・Hiroki Sagawa・サイトウリョースケ、編曲：鈴木まなか・Hiroki Sagawa
5. Just be yourself(Instrumental)
6. NEW にゃーくにゃくにゃ水族館2(Instrumental)
7. 約束だから(Instrumental)
8. いぬねこ。青春真っ盛り(Instrumental)

### 初回生産限定盤CD
1. Just be yourself
2. いぬねこ。青春真っ盛り
3. Just be yourself(KARAOKE)

### ミュージックカード
1. Just be yourself
2. NEW にゃーくにゃくにゃ水族館2
3. 約束だから
4. いぬねこ。青春真っ盛り

### Blu-ray Disc・スマプラムービー
1. Just be yourself MUSIC VIDEO